# KPNA1
ایمپورتین زیرواحد آلفا ۱ (انگلیسی: Importin subunit alpha-1) یا کاریوفرین آلفا ۱ که با نامِ اختصاری «KPNA1» شناخته می‌شود، نام یک پروتئین است که در انسان توسط ژن «KPNA1» کُد می‌شود. 
این پروتئین در حمل و نقل ملکول‌های پروتئینی از سیتوپلاسم به هستهٔ سلول نقش دارد و کار اصلی‌اش، تعامل پروتئین-پروتئین مابینِ UBR5 و KPNB1 است.